# 莲花镇 (肇庆市)
莲花镇，是中华人民共和国广东省肇庆市鼎湖区下辖的一个乡镇级行政单位。

## 行政区划
莲花镇下辖以下地区：
莲花社区、依坑一村、依坑二村、曹王村、莲塘村、分界村、六桥村、大布村、古遗村、蔗村、罗布村、布基村、富廊村和崖州村。